# Dochters (lied)
Dochters is een single van Marco Borsato, afkomstig van zijn album Wit Licht.
Het nummer is geschreven door John Ewbank, maar de tekst vertoont een opmerkelijk gelijke strekking met Butterfly Kisses van het album Shades Of Grace dat de Amerikaanse gospel-zanger Bob Carlisle in 1997 over zijn eigen dochter schreef. In beide nummers worden de levensfases van de 'dochter' als kind, adolescente en volwassen vrouw bezongen, inclusief de bruiloft als afsluiting.
De videoclip van Dochters is opgenomen tijdens een concert in het GelreDome in Arnhem.
Borsato's eerste twee nummers van het album Wit Licht, Wit Licht en Stop de tijd, stonden net als het nummer Dochters drie weken onafgebroken op de eerste plaats. Het nummer steeg op 15 november 2008 van plaats 26 naar één in de Nederlandse Top 40 en werd daarmee zijn veertiende nummer 1-hit, zijn negende op rij. In de Single Top 100 was het eveneens de zestiende nr.1-hit voor Borsato. Het nummer kwam nieuw binnen op eerste positie op 15 november 2008. Na 4 weken zakte hij naar de tweede plaats. Op 3 januari 2009 kwam hij terug op nr.1. Hij stond ermee 33 weken genoteerd, waarvan in totaal 6 weken op de eerste plaats.
In België sloeg Dochters niet goed aan. De plaat behaalde slechts een 23ste positie in de Vlaamse Ultratop 50 en dit was bij het moment van binnenkomst. Daarmee is Dochters de minst succesvolle plaat van Marco in België sinds het niet in Nederland uitgebrachte Laat Me Gaan uit 2004. Deze plaat behaalde toentertijd de 29ste positie.
Borsato zei over Dochters in relatie tot zijn eigen dochter Jada onder meer "Voor mij gaat Dochters natuurlijk over Jada. Tijdens het inzingen heb ik steeds Jada in gedachten gehad, waardoor ik het soms een beetje moeilijk had."

## Hitnoteringen

### Nederlandse Top 40
| Hitnotering: 08-11-2008 t/m 14-03-2009 | Hitnotering: 08-11-2008 t/m 14-03-2009 | Hitnotering: 08-11-2008 t/m 14-03-2009 | Hitnotering: 08-11-2008 t/m 14-03-2009 | Hitnotering: 08-11-2008 t/m 14-03-2009 | Hitnotering: 08-11-2008 t/m 14-03-2009 | Hitnotering: 08-11-2008 t/m 14-03-2009 | Hitnotering: 08-11-2008 t/m 14-03-2009 | Hitnotering: 08-11-2008 t/m 14-03-2009 | Hitnotering: 08-11-2008 t/m 14-03-2009 | Hitnotering: 08-11-2008 t/m 14-03-2009 | Hitnotering: 08-11-2008 t/m 14-03-2009 | Hitnotering: 08-11-2008 t/m 14-03-2009 | Hitnotering: 08-11-2008 t/m 14-03-2009 | Hitnotering: 08-11-2008 t/m 14-03-2009 | Hitnotering: 08-11-2008 t/m 14-03-2009 | Hitnotering: 08-11-2008 t/m 14-03-2009 | Hitnotering: 08-11-2008 t/m 14-03-2009 | Hitnotering: 08-11-2008 t/m 14-03-2009 | Hitnotering: 08-11-2008 t/m 14-03-2009 | Hitnotering: 08-11-2008 t/m 14-03-2009 |
| Week:                                  | 1                                      | 2                                      | 3                                      | 4                                      | 5                                      | 6                                      | 7                                      | 8                                      | 9                                      | 10                                     | 11                                     | 12                                     | 13                                     | 14                                     | 15                                     | 16                                     | 17                                     | 18                                     | 19                                     |                                        |
| -------------------------------------- | -------------------------------------- | -------------------------------------- | -------------------------------------- | -------------------------------------- | -------------------------------------- | -------------------------------------- | -------------------------------------- | -------------------------------------- | -------------------------------------- | -------------------------------------- | -------------------------------------- | -------------------------------------- | -------------------------------------- | -------------------------------------- | -------------------------------------- | -------------------------------------- | -------------------------------------- | -------------------------------------- | -------------------------------------- | -------------------------------------- |
| Positie:                               | 26                                     | 1                                      | 1                                      | 1                                      | 3                                      | 3                                      | 6                                      | 7                                      | 7                                      | 8                                      | 8                                      | 12                                     | 17                                     | 17                                     | 20                                     | 23                                     | 32                                     | 35                                     | 40                                     | uit                                    |

### NederlandseSingle Top 100
| Hitnotering: 15-11-2008 t/m 27-06-2009 | Hitnotering: 15-11-2008 t/m 27-06-2009 | Hitnotering: 15-11-2008 t/m 27-06-2009 | Hitnotering: 15-11-2008 t/m 27-06-2009 | Hitnotering: 15-11-2008 t/m 27-06-2009 | Hitnotering: 15-11-2008 t/m 27-06-2009 | Hitnotering: 15-11-2008 t/m 27-06-2009 | Hitnotering: 15-11-2008 t/m 27-06-2009 | Hitnotering: 15-11-2008 t/m 27-06-2009 | Hitnotering: 15-11-2008 t/m 27-06-2009 | Hitnotering: 15-11-2008 t/m 27-06-2009 | Hitnotering: 15-11-2008 t/m 27-06-2009 | Hitnotering: 15-11-2008 t/m 27-06-2009 | Hitnotering: 15-11-2008 t/m 27-06-2009 | Hitnotering: 15-11-2008 t/m 27-06-2009 | Hitnotering: 15-11-2008 t/m 27-06-2009 | Hitnotering: 15-11-2008 t/m 27-06-2009 | Hitnotering: 15-11-2008 t/m 27-06-2009 |
| Week:                                  | 1                                      | 2                                      | 3                                      | 4                                      | 5                                      | 6                                      | 7                                      | 8                                      | 9                                      | 10                                     | 11                                     | 12                                     | 13                                     | 14                                     | 15                                     | 16                                     | 17                                     |
| -------------------------------------- | -------------------------------------- | -------------------------------------- | -------------------------------------- | -------------------------------------- | -------------------------------------- | -------------------------------------- | -------------------------------------- | -------------------------------------- | -------------------------------------- | -------------------------------------- | -------------------------------------- | -------------------------------------- | -------------------------------------- | -------------------------------------- | -------------------------------------- | -------------------------------------- | -------------------------------------- |
| Positie:                               | 1                                      | 1                                      | 1                                      | 1                                      | 2                                      | 2                                      | 2                                      | 1                                      | 1                                      | 3                                      | 8                                      | 10                                     | 5                                      | 11                                     | 8                                      | 11                                     | 18                                     |
| Week:                                  | 18                                     | 19                                     | 20                                     | 21                                     | 22                                     | 23                                     | 24                                     | 25                                     | 26                                     | 27                                     | 28                                     | 29                                     | 30                                     | 31                                     | 32                                     | 33                                     |                                        |
| Positie:                               | 15                                     | 16                                     | 19                                     | 18                                     | 24                                     | 38                                     | 45                                     | 44                                     | 41                                     | 32                                     | 44                                     | 50                                     | 65                                     | 61                                     | 51                                     | 48                                     | uit                                    |

### VlaamseUltratop 50
| Hitnotering: (Week 1 t/m 6) 06-12-2008 t/m 10-01-2009 Hitnotering: (Week 7) 24-01-2009 Hitnotering: (Week 8) 28-02-2009 Hitnotering: (Week 9) 11-04-2009 | Hitnotering: (Week 1 t/m 6) 06-12-2008 t/m 10-01-2009 Hitnotering: (Week 7) 24-01-2009 Hitnotering: (Week 8) 28-02-2009 Hitnotering: (Week 9) 11-04-2009 | Hitnotering: (Week 1 t/m 6) 06-12-2008 t/m 10-01-2009 Hitnotering: (Week 7) 24-01-2009 Hitnotering: (Week 8) 28-02-2009 Hitnotering: (Week 9) 11-04-2009 | Hitnotering: (Week 1 t/m 6) 06-12-2008 t/m 10-01-2009 Hitnotering: (Week 7) 24-01-2009 Hitnotering: (Week 8) 28-02-2009 Hitnotering: (Week 9) 11-04-2009 | Hitnotering: (Week 1 t/m 6) 06-12-2008 t/m 10-01-2009 Hitnotering: (Week 7) 24-01-2009 Hitnotering: (Week 8) 28-02-2009 Hitnotering: (Week 9) 11-04-2009 | Hitnotering: (Week 1 t/m 6) 06-12-2008 t/m 10-01-2009 Hitnotering: (Week 7) 24-01-2009 Hitnotering: (Week 8) 28-02-2009 Hitnotering: (Week 9) 11-04-2009 | Hitnotering: (Week 1 t/m 6) 06-12-2008 t/m 10-01-2009 Hitnotering: (Week 7) 24-01-2009 Hitnotering: (Week 8) 28-02-2009 Hitnotering: (Week 9) 11-04-2009 | Hitnotering: (Week 1 t/m 6) 06-12-2008 t/m 10-01-2009 Hitnotering: (Week 7) 24-01-2009 Hitnotering: (Week 8) 28-02-2009 Hitnotering: (Week 9) 11-04-2009 | Hitnotering: (Week 1 t/m 6) 06-12-2008 t/m 10-01-2009 Hitnotering: (Week 7) 24-01-2009 Hitnotering: (Week 8) 28-02-2009 Hitnotering: (Week 9) 11-04-2009 | Hitnotering: (Week 1 t/m 6) 06-12-2008 t/m 10-01-2009 Hitnotering: (Week 7) 24-01-2009 Hitnotering: (Week 8) 28-02-2009 Hitnotering: (Week 9) 11-04-2009 | Hitnotering: (Week 1 t/m 6) 06-12-2008 t/m 10-01-2009 Hitnotering: (Week 7) 24-01-2009 Hitnotering: (Week 8) 28-02-2009 Hitnotering: (Week 9) 11-04-2009 | Hitnotering: (Week 1 t/m 6) 06-12-2008 t/m 10-01-2009 Hitnotering: (Week 7) 24-01-2009 Hitnotering: (Week 8) 28-02-2009 Hitnotering: (Week 9) 11-04-2009 | Hitnotering: (Week 1 t/m 6) 06-12-2008 t/m 10-01-2009 Hitnotering: (Week 7) 24-01-2009 Hitnotering: (Week 8) 28-02-2009 Hitnotering: (Week 9) 11-04-2009 | Hitnotering: (Week 1 t/m 6) 06-12-2008 t/m 10-01-2009 Hitnotering: (Week 7) 24-01-2009 Hitnotering: (Week 8) 28-02-2009 Hitnotering: (Week 9) 11-04-2009 |
| Week: | 1 | 2 | 3 | 4 | 5 | 6 | | 7 | | 8 | | 9 | |
| --- | --- | --- | --- | --- | --- | --- | --- | --- | --- | --- | --- | --- | --- |
| Positie: | 23 | 25 | 28 | 44 | 32 | 41 | uit | 47 | uit | 47 | uit | 49 | uit |

### VlaamseRadio 2 Top 30
| Hitnotering: 06-12-2008 t/m 25-04-2009 | Hitnotering: 06-12-2008 t/m 25-04-2009 | Hitnotering: 06-12-2008 t/m 25-04-2009 | Hitnotering: 06-12-2008 t/m 25-04-2009 | Hitnotering: 06-12-2008 t/m 25-04-2009 | Hitnotering: 06-12-2008 t/m 25-04-2009 | Hitnotering: 06-12-2008 t/m 25-04-2009 | Hitnotering: 06-12-2008 t/m 25-04-2009 | Hitnotering: 06-12-2008 t/m 25-04-2009 | Hitnotering: 06-12-2008 t/m 25-04-2009 | Hitnotering: 06-12-2008 t/m 25-04-2009 | Hitnotering: 06-12-2008 t/m 25-04-2009 | Hitnotering: 06-12-2008 t/m 25-04-2009 | Hitnotering: 06-12-2008 t/m 25-04-2009 | Hitnotering: 06-12-2008 t/m 25-04-2009 | Hitnotering: 06-12-2008 t/m 25-04-2009 | Hitnotering: 06-12-2008 t/m 25-04-2009 | Hitnotering: 06-12-2008 t/m 25-04-2009 | Hitnotering: 06-12-2008 t/m 25-04-2009 | Hitnotering: 06-12-2008 t/m 25-04-2009 | Hitnotering: 06-12-2008 t/m 25-04-2009 | Hitnotering: 06-12-2008 t/m 25-04-2009 | Hitnotering: 06-12-2008 t/m 25-04-2009 |
| Week:                                  | 1                                      | 2                                      | 3                                      | 4                                      | 5                                      | 6                                      | 7                                      | 8                                      | 9                                      | 10                                     | 11                                     | 12                                     | 13                                     | 14                                     | 15                                     | 16                                     | 17                                     | 18                                     | 19                                     | 20                                     | 21                                     |                                        |
| -------------------------------------- | -------------------------------------- | -------------------------------------- | -------------------------------------- | -------------------------------------- | -------------------------------------- | -------------------------------------- | -------------------------------------- | -------------------------------------- | -------------------------------------- | -------------------------------------- | -------------------------------------- | -------------------------------------- | -------------------------------------- | -------------------------------------- | -------------------------------------- | -------------------------------------- | -------------------------------------- | -------------------------------------- | -------------------------------------- | -------------------------------------- | -------------------------------------- | -------------------------------------- |
| Positie:                               | 25                                     | 19                                     | 17                                     | 14                                     | 11                                     | 8                                      | 6                                      | 4                                      | 5                                      | 6                                      | 6                                      | 5                                      | 6                                      | 10                                     | 14                                     | 13                                     | 13                                     | 17                                     | 19                                     | 21                                     | 27                                     | uit                                    |

### NPO Radio 2 Top 2000
Zorg dat je dit sjabloon alleen aanroept op een pagina gekoppeld aan Wikidata, of geef zelf een Wikidata-ID mee (zie uitleg).